# Włodzimierz Górski
Włodzimierz Górski (ur. ok. 1824 w Tarnowie, zm. 25 stycznia 1878 we Lwowie) – polski publicysta, tłumacz, redaktor naczelny „Wędrowca” w latach 1863–1867, autor jednego z pierwszych podręczników bibliotekarstwa.

## Życiorys
Włodzimierz Górski od ok. 1860 przebywał w Warszawie, gdzie pełnił funkcję zarządcy pałacu w Łazienkach. W 1862 opublikował Krótki rys zasad bibliotekarstwa, jeden z pierwszych podręczników zajmujących się tematyką zakładania, urządzania i prowadzenia bibliotek oraz katalogowania zbiorów bibliotecznych. W latach 1863–1867 był redaktorem naczelnym tygodnika „Wędrowiec”, współpracował także z „Gazetą Handlową” i „Tygodnikiem Ilustrowanym”.
W 1867 przeniósł się do Lwowa. Wspólnie ze Stanisławem Kunasiewiczem redagował „Gońca Lwowskiego”, stale współpracował z „Kroniką Codzienną” i „Dziennikiem Polskim”. Był także tłumaczem: przełożył między innymi Klub Pickwicka Dickensa, Tajemniczą intrygę Gaboriau oraz trzy pierwsze tomy Historii świata Schlossera. Został pochowany na Cmentarzu Łyczakowskim we Lwowie.